# Dialeuropora viburni
Dialeuropora viburni là một loài côn trùng cánh nửa trong họ Aleyrodidae, phân họ Aleyrodinae.
Dialeuropora viburni được Takahashi miêu tả khoa học đầu tiên năm 1933.